# Siège du Fort Vincennes
Guerre d'indépendance des États-Unis
Batailles
Le  siège du Fort Vincennes est une victoire décisive au nom d'une milice patriote de l'Illinois dirigée par le lieutenant-colonel George Rogers Clark durant la guerre d'indépendance des États-Unis, qui comprenait environ la moitié de volontaires canadiens acquis à la cause américaine contre une garnison britannique dirigée par le gouverneur Henry Hamilton avec le soutien armé de divers alliés Amérindiens. Le siège a duré deux jours et a abouti à la reddition de la garnison britannique et, dans un cadre plus large, du territoire de l'Illinois.

## Expédition

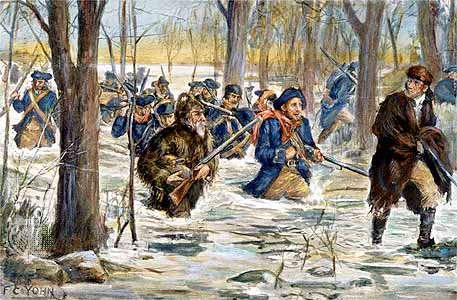
Illustration de la marche de Clark et ses hommes vers le fort Vincennes.

Le 6 février 1779, Clark partit pour Vincennes avec 127 volontaires dont près de la moitié étaient des milices canadiens de Kaskaskia. Le capitaine Joseph Bowman était le commandant en second. Alors que Clark et ses hommes ont défilé dans tout pays, 40 hommes ont été laissés stationnés sur la rivière Wabash en aval de Vincennes pour empêcher les Britanniques de s'échapper par la rivière.
Clark a fait construire par ses hommes une tranchée de 200 verges en face de la porte du fort. Tandis que les hommes ont tiré sur le fort toute la nuit, des petits escadrons se glissèrent jusqu'à 30 verges des murs pour obtenir des coups de feu de plus près. Les Britanniques ont tiré leur canon, détruisant plusieurs maisons de la ville, mais ils ont fait peu de dégâts pour les assiégeants. Les hommes de Clark ont fait taire le canon en tirant à travers les hublots du fort, tuant et blessant certains des canonniers. Pendant ce temps, Clark a reçu une aide locale ; les villageois lui donnèrent de la poudre et des munitions qu'ils avaient cachées des Britanniques et Young Tobacco, un chef Piankashaw, a offert ses 100 hommes d'assistance lors de l'attaque. Clark a décliné l'offre du chef, craignant que, dans l'obscurité ses hommes pourraient confondre les Piankashaws et Kickapous amicaux avec une des tribus ennemies de la région.
À environ 9 heures le 24 février, Clark a envoyé un message au fort exigeant la reddition de Hamilton. Hamilton a refusé, et les tirs ont continué pendant encore deux heures jusqu'à ce que Hamilton a dépêché son prisonnier, le capitaine Helm, pour offrir des conditions. Clark a renvoyé Helm avec une demande de reddition inconditionnelle dans les 30 minutes, sinon il aurait fait assaut du fort. Helm a été renvoyé avant que le temps n'expire et a proposé une trêve de trois jours à Hamilton. Cela a aussi été rejeté, mais Clark avait accepté de rencontrer Hamilton à l'église du village.
À l'église de Vincennes, Clark et Bowman se sont entretenus avec Hamilton et ils ont signé les conditions de la capitulation. À 10 heures le 25 février, la garnison de Hamilton de 79 hommes est sortie en défilé hors du fort. Les hommes de Clark ont hissé le drapeau américain sur le fort et le renommèrent Fort Patrick Henry. Clark a envoyé Hamilton, sept de ses officiers et 18 autres prisonniers à Williamsburg. Les Canadiens qui avaient accompagné Hamilton ont été mis en liberté conditionnelle après avoir pris un serment de neutralité.